# Ole Arvid Langnes
Ole Arvid Pettersen Langnes (Bodø, 16 luglio 1971) è un ex calciatore norvegese, di ruolo portiere.

## Carriera

### Club
Langnes cominciò la carriera con la maglia del Bodø/Glimt, per poi passare al Bærum e allo Ski. Nel 1994 tornò al Bodø/Glimt e vi rimase finché non fu acquistato dal Kongsvinger nel 1996. Esordì in squadra, nella Tippeligaen, il 17 giugno 1996, nel successo per 5-4 sullo Start.
Totalizzò 163 apparizioni in squadra, tra campionato e coppe, in sette stagioni. Terminata quest'esperienza, tornò a giocare nel Bodø/Glimt e poi nel Fauske/Sprint, con la formula del prestito. Tornato al Bodø/Glimt, si ritirò nel 2006.